# Tshakapesh
Tshakapesh (Chakabesh; Man in the Moon), Tshakapesh je narodni heroj Innu, Cree, Ojibwa, Atikamekw folklora. Na engleskom se često naziva Čovjekom na Mjesecu, budući da ciklus mita o Tshakapeshu obično završava s junakom koji putuje na Mjesec i tamo živi. Tshakapesh se obično prikazuje kao patuljak ili dječak koji nikad ne dostigne punu veličinu, ali ima ogromnu snagu i može pucati iz luka dalje od najvećeg čovjeka. Tshakapesh također ima magične moći koje mu omogućuju da se suoči s mnogim zastrašujućim čudovištima i porazi ih. U nekim pričama Tshakapesh se ponaša brzopleto ili glupo, često ignorirajući savjete svoje mudre i oprezne starije sestre i zbog toga završi u škripcu. Ali Tshakapesh je uvijek hrabar i dobrog srca i nikada ne ostaje dugo u nevolji.